# Heminoemacheilus zhengbaoshani
Heminoemacheilus zhengbaoshani es una especie de peces de la familia Balitoridae en el orden de los Cypriniformes.

## Distribución geográfica
Se encuentra en la China.

## Hábitat
Es un pez de agua dulce y de clima subtropical.